# Aire-la-Ville
Pour les articles homonymes, voir Aire.
Aire-la-Ville est une commune suisse du canton de Genève.

## Géographie

Photo aérienne (1953).

Le village d'Aire-la-Ville est situé sur la rive gauche du Rhône, à la hauteur du barrage de Verbois.
Le territoire d'Aire-la-Ville s'étend sur 2,93 km2. Lors du relevé de 2013-2018, les surfaces d'habitations et d'infrastructures représentaient 18,4 % de sa superficie, les surfaces agricoles 42,0 %, les surfaces boisées 23,5 % et les surfaces improductives 14,3 %.

## Histoire

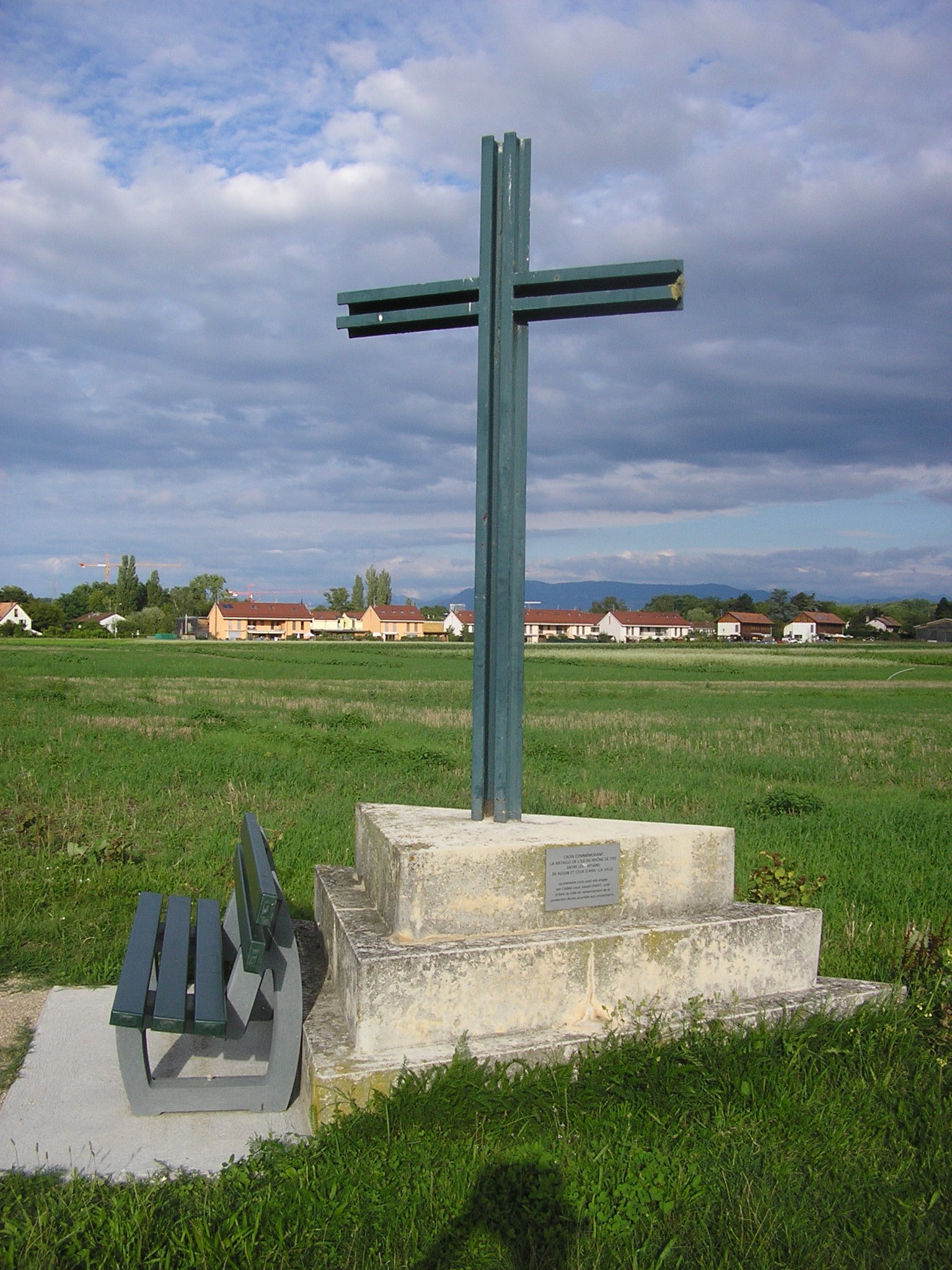
Croix commémorant la « bataille de l'île du Rhône » de 1755.

Aire-la-Ville appartint d'abord au comte de Genève, puis à la maison de Savoie. Elle fut un bailliage bernois de 1536 à 1567. Le château de Ternier, sis à Saint-Julien-en-Genevois, dont dépendait Aire-la-Ville, fut pris par les Genevois en 1589, puis assiégé par le duc de Savoie. Aire-la-Ville resta alors savoyarde jusqu'au traité de Lyon en 1601, date à laquelle elle devint française, appartenant au bailliage de Gex. De 1613 à la Révolution, la seigneurie d'Aire-la-Ville appartint à la famille genevoise des Fabri. Elle fit partie du royaume de Piémont-Sardaigne en 1760, en vertu du traité de Turin dit traité des limites. Elle redevint française en 1792 après l'annexion de la Savoie par la France révolutionnaire pour intégrer en 1793 le département du Mont-Blanc, puis en 1798 le département du Léman à la suite de l'annexion de Genève. Redevenue provisoirement savoyarde après les défaites de Napoléon Ier, un autre traité de Turin, signé le 16 mars 1816 par Victor-Emmanuel Ier, roi de Sardaigne, céda à Genève plusieurs communes, dont Aire-la-Ville. C'est ainsi que rattachée à Genève, Aire-la-Ville entra dans la Confédération suisse cette même année.

## Politique et administration
La commune comprend un maire et deux adjoints, qui constituent l'exécutif de la commune, ainsi qu'un conseil municipal de 13 membres, tous élus au suffrage universel pour un mandat de cinq ans.

### Membres de l’exécutif communal (législature 2025-2030)
L'exécutif de la commune, entré en fonction le 1er juin 2025, se compose de la façon suivante :
| Identité          | Étiquette           | Étiquette | Fonction                 | Dicastères                                                                               |
| ----------------- | ------------------- | --------- | ------------------------ | ---------------------------------------------------------------------------------------- |
| Dominique Novelle | Entente villagoise  |           | Conseiller administratif | Finances - Routes, déchets, espaces verts - Administration générale                      |
| Michel Apothéloz  | Entente villageoise |           | Conseiller administratif | Sports, sécurité - Bâtiments - Cité de l’énergie                                         |
| Christine Rambach | Entente villageoise |           | Maire                    | Sociale et jeunesse - Culture, loisirs et mobilité - Ressources humaines - Communication |

### Conseil municipal (législature 2025-2030)
À la suite des élections municipales du 23 mars 2025, le conseil municipal, composé de 13 membres (ainsi que d'un bureau avec un président, un vice-président et un secrétaire), est renouvelé, et est représenté de la manière suivante : 
| Parti                  | Voix | Suffrages en % | +/-   | Sièges | +/- |
| ---------------------- | ---- | -------------- | ----- | ------ | --- |
| Entente villageoise    | 296  | 56,95 %        | 21,54 | 7 / 13 | 3   |
| Aire-La-Ville Ensemble | 220  | 43,05 %        | 43,05 | 6 / 13 | 6   |

### Liste des maires
| Période                                  | Période     | Identité          | Étiquette | Qualité                         |
| ---------------------------------------- | ----------- | ----------------- | --------- | ------------------------------- |
| Les données manquantes sont à compléter. |             |                   |           |                                 |
| 1997                                     | 31 mai 2007 | Henri Duvillard   |           |                                 |
| 1er juin 2007                            | 31 mai 2015 | Barthélémy Roch   |           | Adjoint au maire de 2003 à 2007 |
| 1er juin 2015                            | 31 mai 2025 | Dominique Novelle | PLR       | Adjoint au maire de 1999 à 2015 |
| 1er juin 2025                            | en cours    | Christine Rambach |           |                                 |

## Population et société

### Gentilé et surnom
Les habitants de la commune s'appellent les Aériens.
Ils sont surnommés les Timbrés et les Aviateurs. Le premier sobriquet s'explique par le fait que les maraîchers de la commune avaient dû apposer un timbre sur leurs bottes d'asperge pour les vendre en ville.

### Démographie

#### Évolution de la population
La commune compte 1 160 habitants au 31 décembre 2023 pour une densité de population de 396 hab/km2. Sur la période 2010-2023, sa population est restée stable (canton : 14,6 % ; Suisse : 9,4 %).  

#### Pyramide des âges
En 2023, le taux de personnes de moins de 30 ans s'élève à 33,7 %, similaire à la valeur cantonale (33,7 %). Le taux de personnes de plus de 60 ans est quant à lui de 23,6 %, alors qu'il est de 22,2 % au niveau cantonal.
La même année, la commune compte 584 hommes pour 576 femmes, soit un taux de 50,3 % d'hommes, supérieur à celui du canton (48,3 %).
| Hommes | Classe d’âge | Femmes |
| ------ | ------------ | ------ |
| 0,3    | 90 ans ou +  | 0,7    |
| 5,7    | 75 à 89 ans  | 7,1    |
| 16,4   | 60 à 74 ans  | 17,0   |
| 28,1   | 45 à 59 ans  | 26,6   |
| 14,7   | 30 à 44 ans  | 16,0   |
| 19,2   | 15 à 29 ans  | 16,5   |
| 15,6   | - de 14 ans  | 16,1   |

| Hommes | Classe d’âge | Femmes |
| ------ | ------------ | ------ |
| 0,7    | 90 ans ou +  | 1,5    |
| 6,5    | 75 à 89 ans  | 8,8    |
| 13,0   | 60 à 74 ans  | 13,8   |
| 21,7   | 45 à 59 ans  | 21,5   |
| 22,9   | 30 à 44 ans  | 22,4   |
| 18,6   | 15 à 29 ans  | 17,2   |
| 16,7   | - de 14 ans  | 14,8   |

## Culture et patrimoine

### Héraldique
| Blason | Blasonnement : D'azur au pont supportant deux tours crénelées, le tout d'argent, surmonté d'une fleur de lis d'or. |

## Sport
La commune abrite un club de inline hockey, le IHC Aire-la-Ville. En 2021, la première équipe est promue en Ligue Nationale B pour la première fois de son histoire. En 2022, elle est promue en Ligue Nationale A (Championnat de Suisse de inline hockey), plus haute division du championnat suisse d'inline hockey.

## Industrie
La commune abrite l'usine d'incinération des Cheneviers.